# Максимилиан Йозеф Австрийский

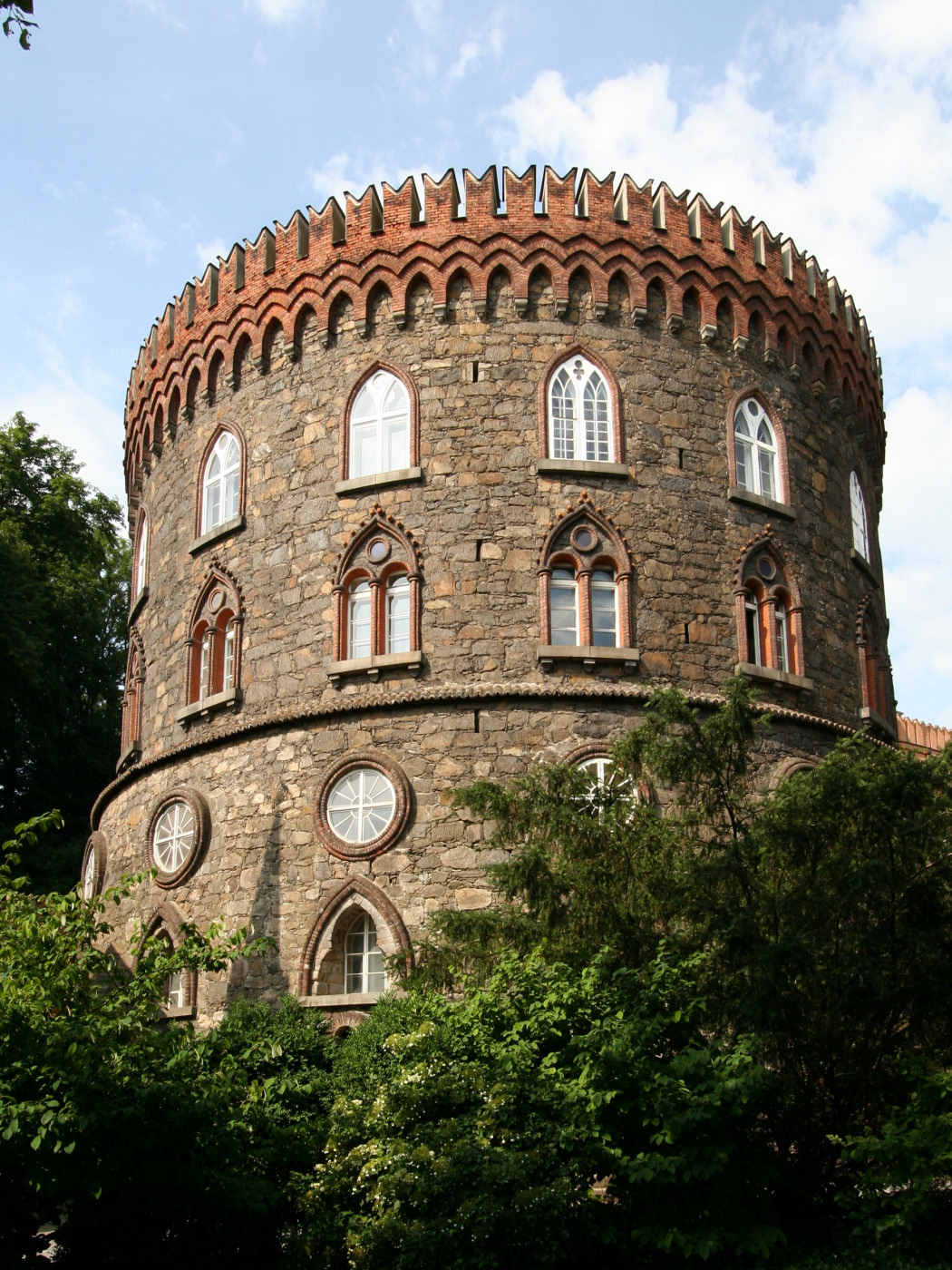
«Максимилианская» башня в Линце

Герб Дома Австрия-Эсте

Максимилиан Йозеф Австрийский-Эсте (нем. Maximilian Joseph von Österreich-Este; 14 июля 1782, Модена — 1 июня 1863, Альтмюнстер Верхняя Австрия) — военачальник, военный инженер-фортификатор, генерал-майор императорской и королевской армии Австро-Венгрии, эрцгерцог Австрийский, 56-й великий магистр Тевтонского ордена (1835—1863).

## Биография
Представитель рода Габсбургов. Третий сын эрцгерцога Фердинанда Австрийского (1754—1806), основателя ветви эрцгерцогов Австрийских-Эсте, герцога Миланского, титулярного герцога Моденского и Марии Беатриче д’Эсте, последней герцогини Массы и Каррары. Младший брат Франческо IV д’Эсте
В молодости с родителями жил в Монце, откуда семье пришлось бежать от наполеоновской армии. С ранних лет готовил себя к воинской службе. В 1804 окончил Терезианскую военную академия. В дальнейшем проявил себя способным военным инженером фортификатором. Является автором разных, подчас фантастических, фортификационных проектов, в Линце и Вене соорудил башни, названные позже максимилианскими.
В 1805 году ему был присвоен чин генерал-майора.
В 1801 был принят в Тевтонский орден. Вскоре после вступления в орден в 1801 году Максимилиан Йозеф унаследовал от своего дяди Максимилиана значительное состояние. В 1804 — посвящён в тевтонские рыцари. В 1805 стал командором Франконии.
Участник многих сражений. Сражался с французами в Северной Италии. В 1809 воевал в Германии против Наполеона. В том же году командовал обороной Вены. После поражения в Регенсбурге, перед ним была поставлена задача построить укрепления в Линце, которую из-за отсутствия времени решить не удалось. Это послужило для него уроком на будущее, когда он был назначен бригадным генералом артиллерии, и стал отвечать за систему фортификации важных стратегических пунктов в Австрийской империи.
В 1819 избран членом Лондонского королевского общества.
В апреле 1835 года был избран Великим Магистром Тевтонского ордена, сменив на этом посту Антона Виктора, эрцгерцога Австрийского.
В качестве Великого Магистра активно участвовал в развитии братства. Ему удалось увеличить количество новых членов. Он также способствовал успешному решению ряда финансовых вопросов. В 1839 году инициировал принятие новых законов и изменения устава ордена, которые обеспечивали влияние династии Габсбургов. Был возобновлён католический характер братства.
В 1863 году заболел водянкой, из-за которой умер 1 июня в своём замке. Похоронен на кладбище в Альтмюнстере .